# Kanton Montpezat-de-Quercy
Kanton Montpezat-de-Quercy (francouzsky Canton de Montpezat-de-Quercy) je francouzský kanton v departementu Tarn-et-Garonne v regionu Midi-Pyrénées. Tvoří ho šest obcí.

## Obce kantonu
- Labastide-de-Penne
- Lapenche
- Montalzat
- Montfermier
- Montpezat-de-Quercy
- Puylaroque